# Santiago Open 1980
Il Santiago Open 1980 è stato un torneo di tennis giocato sulla terra rossa. È stata la 3ª edizione del Santiago Open che fa del Volvo Grand Prix 1980. Si è giocato a Santiago in Cile dal 24 al 30 novembre 1980.

## Campioni

### Singolare
Víctor Pecci ha battuto in finale  Christophe Freyss con il punteggio di 4–6 6–4 6–3

### Doppio
Belus Prajoux /  Ricardo Ycaza hanno battuto in finale  Carlos Kirmayr /  João Soares con il punteggio di 4–6, 7–6, 6–4